# انگیزش
انگیزش به فرآیندهایی مانند نیاز، شناخت، هیجان، و رویدادهای بیرونی گفته می‌شود که به رفتار، نیرو و جهت می‌دهند. نیازها با شرایط درونی فرد که برای ادامهٔ زندگی و رشد و سلامتی ضروری است، مرتبط هستند. شناخت، عقاید، باورها، و رویدادهای ذهنی، انتظارات و خودپنداره را شامل می‌شود که شیوه اندیشه را بیشتر نشان می‌دهد. هیجان، به صورت پدیده‌های ذهنی، زیستی، هدفمند و اجتماعی و چند بعدی هستند (ایزارد، ۱۹۹۳). رویداد بیرونی، مشوّق‌هایی است که رفتار فرد را نیرومند می‌سازد و به سمت رویدادهایی هدایت می‌کند گرچه ممکن است این رویدادها از پیامدهای مثبت یا آزاردهنده خبر دهند.
انگیزش را معمولاً به سه شیوه رفتار، فیزیولوژی، و گزارش شخصی نشان می‌دهند. رفتارهای باانگیزه شامل: تلاش، نهفتگی، پایداری، انتخاب، احتمال پاسخ، جلوه‌های صورت و حالت‌های بدن را شامل می‌شود. فعّالیّت دستگاه عصبی مرکزی و هورمونی که برای درک شالودهٔ زیستی انگیزش و هیجان (که اطّلاعات بیشتری را در اختیار ما می‌گذارند)، فیزیولوژی انگیزش را بیان می‌کند. در نهایت، گزارش شخصی از طریق مصاحبه و پرسش‌نامه، اندازه‌گیری می‌شود.
کارکرد یک فرد، تابع توانایی‌ها و انگیزش او است. تمایل به انجام کار در گروی توانایی فرد است تا نیاز او تأمین شود. می‌توان انگیزش را بر حسب رفتار عملی تعریف کرد. کسانی که تحریک شوند نسبت به کسانی که تحریک نشوند تلاش بیشتری می‌نمایند. انگیزش علّت رفتار است. انگیزش به عوامل موجود در یک فرد اشاره دارد که رفتار را در جهت یک هدف فعال می‌سازند. پژوهش‌های انجام شده در زمینهٔ انگیزش در صدد پاسخ دادن به پرسش‌هایی دربارهٔ رفتار انسان‌ها هستند که با کلمه‌های سوالیِ «چرا» و «به چه عللی» آغاز می‌شود؛ مثلاً: چرا شما ساعت‌های متمادی از وقت خود را صرف اینترنت می‌کنید؟

## مقدّمه‌ای برای انگیزش
تلاش برای درک علل رفتارهای ویژه انسان‌ها در کار موجب ارائهٔ نظریه‌ای تحت عنوان انگیزش شد. از دید آلبرت اینشتین، ۱۰٪ نبوغ را الهام تشکیل می‌دهد و ۹۰٪ آن سخت‌کوشی است.
بررسی انگیزش، برای دادن بهترین پاسخ، بر دو سؤال پایه‌ای استوار است:
1. چه چیزی موجب رفتار می‌شود؟
2. چرا شدّت رفتار تغییر می‌کند؟

برای توضیح اینکه «چه چیزی موجب رفتار می‌شود؟»، باید این پرسش را به بخش‌های جزئی‌تر تقسیم کنیم:
- چرا رفتار شروع می‌شود؟
- پس از این‌که رفتار شروع شد چرا ادامه می‌یابد؟
- چرا رفتار به سمت برخی هدف‌ها و به دور از هدف‌های دیگر گرایش دارد؟
- چرا رفتار جهت خود را تغییر می‌دهد؟
- چرا رفتار متوقّف می‌شود؟

## تعریفی از انگیزش
انگیزش به مجموعه عامل‌هایی گفته می‌شود که مردم را وامی‌دارد تا به روشی خاص رفتار و تلاش کنند و در نتیجه به هدف‌های مورد نظر دست یابند. نظریه‌های زیادی در مورد انگیزش ارائه شده‌است که بیشتر آن‌ها دربارهٔ شناسایی و ارضای نیاز است. مانند سلسله مراتب نیازهای مازلو و نظریهٔ دو عاملی هرزبرگ. نظریه‌های معاصر در مورد انگیزش، به دو دستهٔ محتوایی (چه چیز موجب انگیزش می‌شود) و فرایندی (چگونه انگیزش ایجاد می‌شود) تقسیم می‌گردند.

## برخی نظریه‌های انگیزش

هرم نیازهای مازلو

### نظریهٔ سلسله مراتب نیازها
این نظریه از معروف‌ترین نظریه‌های انگیزش است که توسّط آبراهام مازلو ارائه شد. به نظر وی درون هر انسان پنج دسته نیاز وجود دارد و هر شخص برای ارضای نیازهای خود به ترتیب زیر می‌کوشد:
1. نیازهای فیزیولوژیکی؛ مانند نیاز به آب، غذا، خواب، و غیره.
2. نیاز به امنیّت؛ مانند مسکن، تأمین و محفوظ ماندن در برابر خطرات محیطی و عاطفی.
3. نیاز اجتماعی؛ مانند عشق و محبّت خانواده.
4. نیاز به احترام؛ که به دو بخش درونی و بیرونی تقسیم می‌شود. درونی شامل - احترام به خود Self Respect - اعتماد به نفس Self Confidence - آزادی و استقلال فردی و بیرونی مانند شهرت، وِجهه، و احترام.
5. خودشکوفایی؛ که به معنی بهره‌گیری از استعدادها و رشد و توسعهٔ فردی است.

مازلو این نیازها را به دو دستهٔ بالایی و پاینی تقسیم کرده‌است، نیازهای فیزیولوژیکی و امنیّت در ردهٔ پایین و نیازهای اجتماعی، احترام و خودشکوفایی را در ردهٔ بالا قرار داد. نیازهای ردهٔ بالا در درون فرد ارضاء شده و نیازهای ردهٔ پایین به وسیلهٔ عوامل بیرونی ارضاء می‌شوند.

### نظریهٔ زیستی - تعلّق - رشد
این نظریه از سه جهت با نظریهٔ سلسله مراتب مازلو تفاوت دارد:
این نظریه، ابتدا نیازها را به سه دسته تقسیم می‌کند:
1. نیازهای زیستی که به رفاه مادی افراد مرتبط است. (Existence)
2. نیازهای تعلّق که میل به ارضای روابط میان فردی را شامل می‌شود. (Relatedness)
3. نیازهای رشد که به بیان میل برای رشد و توسعهٔ مستمرّ فردی می‌پردازد. (Growth)

بر خلاف نظریهٔ سلسله مراتب مازلو که رفتن به سطح بالاتر، نتیجهٔ ارضای سطح پایین‌تر است، این نظریه از اصل «ناکامی- بازگشت» استفاده می‌کند. این اصل بیان می‌کند که اگر نیازِ سطح بالایی، در فرد سرکوب شود، نیاز سطح پایین‌تر در وی فعّال می‌شود.
مازلو عقیده دارد هر رفتاری در هر لحظهٔ مشخّصی، تحت تأثیر نیازی شدیدتر است، در حالی که کلایتون آلدلرفر می‌گوید در هر لحظه، بیش از یک نوع نیاز می‌تواند در شکل‌دهی رفتار، نقش داشته باشد.

### تئوری X و تئوری Y
شیوه‌ای از مدیریت که نگرش مدیران را نسبت به کارکنان از دو دیدگاه بررسی می‌کند. این نظریه توسط داگلاس مک‌گرگور ارائه شد. در این شیوه از یک جهت شاهد دیدگاهی منفی به نام نظریهٔ X است. در این دیدگاه کارکنان علاقهٔ زیادی به کار کردن ندارند، مسئولیت‌پذیر نیستند و باید بر رفتار آنان نظارت کرد. دیدگاه دیگر با نام نظریهٔ Y دیدگاهی مثبت نسبت به کارکنان دارد و آنان را مسئولیت‌پذیر و مشتاق به کار کردن در نظر می‌گیرد و در نتیجه به دلیل خود نظارتی نیازی به کنترل ندارند.

### تئوری بهداشت-انگیزش (دو عاملی)
فردریک هرزبرگ بر این باور بود که رابطهٔ کار با فرد، یک رابطهٔ اصولی و پایه‌ای است. مطابق این نظریه، افراد به وسیلهٔ دو دسته از عوامل زیر تحت تأثیر قرار می‌گیرند:
| عوامل انگیزشی                                  | عوامل بهداشتی                                                                     |
| ---------------------------------------------- | --------------------------------------------------------------------------------- |
| - پیشرفت - پاداش - کار - مسئولیت - ترفیع - رشد | - حقوق و مزایا - سیاست‌های شرکت و مدیران - روابط با همکاران - سرپرستی - امنیت شغلی |

## نظریه‌های جدید انگیزش

### نظریهٔ نیازهای اکتسابی
نظریهٔ نیازهای اکتسابی (Achievement Motivation Theory) که دیوید مک کللند مطرح کرد، می‌گوید که انگیزش، ریشه در فرهنگ دارد. مک کللند بیان می‌دارد که همهٔ انسان‌ها سه نیاز مهم دارند:
1. نیاز به کسب موفّقیّت (n-achievement) – توفیق طلبی، میل به انجام چیزی بهتر با کارایی بالاتر برای حلّ مسائل یا تسلّط بر کارهای پیچیده.
2. نیاز به تعلّق (n-affiliation) – میل به برقراری و حفظ روابط دوستانه با دیگران.
3. نیاز به قدرت (n-power) – میل به کنترل دیگران، نفوذ در رفتار آنان یا مسئول دیگران بودن.

### نظریهٔ تعیین هدف
داستان نظریه هدف گذاری هم همین است. زمانی که ادوین لاک مطالعه و پژوهش دربارهٔ مفاهیم هدف گذاری را آغاز کرد، هنوز نظریه منسجمی در این باره وجود نداشت. به همین علت او نظریه‌اش را «نظریه هدف گذاری» نامید. بعداً گری لیثام هم با او همراه شد و نظریه هدف گذاری را بسط دادند.
اما در همین حال، دانشمندان و صاحب‌نظران بسیاری آمدند و نظریه‌های متنوعی درباره هدف گذاری ارائه کردند. در کنار لاک و بعداً لیثام که با او همکاری کرد، کسانی مانند پیتر گالویتز، کارول دوئک و حتی آلبرت بندورا نظریه‌های متفاوت و مکمل خود را درباره هدف گذاری ارائه کردند. اما چون لاک از قدیم اصطلاح نظریه هدف گذاری را به کار برده بود، این نام بر روی نظریه‌اش باقی ماند و هنوز هم کم نیستند کسانی که فکر می‌کنند اول و آخر همهٔ بحث‌های هدف گذاری، همان چیزهایی است که ادوین لاک گفته است.
نظریهٔ تعیین هدف (به انگلیسی: Goal-Setting Theory) اساس این نظریه بر آن است که قصد یا ارادهٔ فرد یا سازمان را می‌توان به عنوان منبع اصلی انگیزش به حساب آورد؛ یعنی ویژگیِ هدف به خودی خود می‌تواند به عنوان یک عامل انگیزش داخلی عمل کند.
- پذیرفتن اهداف مشکل از سوی کارکنان در مقایسه با هدف‌های راحت‌تر، باعث عملکرد بهتر می‌شود و در واقع اهداف چالش‌برانگیز باعث ایجاد انگیزش می‌شوند.
- اهداف ترجیحاً مشارکتی انتخاب می‌شوند تا قابل دستیابی باشند.

برخی ویژگی های اهداف بشرح زیر است
- هدف گذاری واضح (specific goals)
- انتخاب اهداف چالش‌برانگیز (challenging goals)
- توانمندی (ability)
- متعهد بودن به هدف (commitment)
- دریافت بازخورد (feedback)
- پیچیدگی کار (task complexity)

### نظریهٔ تقویت رفتار
نظریهٔ تقویت رفتار (به انگلیسی: Reinforcement theory) این نظریه نقطهٔ مقابل نظریهٔ تعیین هدف است و به رهیافت رفتاری می‌پردازد. در این نظریه، محیط، تعیین‌کننده نوع رفتار و نه رویدادهای درونی افراد در نظر گرفته می‌شود.

### نظریهٔ برابری
نظریهٔ برابری (به انگلیسی: Equity theory) در این نظریه مرجع یا چیزی که فرد خود را با آن مقایسه می‌کند از اهمیّت زیادی برخوردار است. بر این اساس همواره سه مرجع ۱) دیگران، ۲) سیستم و ۳) خود مورد توجّه هستند.
در این نظریه برای اعضای سازمان 4 مقایسه را در نظر میگیرند 1) مقایسه خود با خود درون سازمان 2) مقایسه خود با دیگران درون سازمان 3) مقایسه خود در بیرون از سازمان 4) مقایسه خود با دیگران بیرون از سازمان
به عبارت دیگر ایجاد تعادل بین ورودی ها (وفاداری، تخصص، مهارت اجتماعی، دانش، زحمت) و خروجی ها (مسئولیت، چالش، سهم از سود، حقوق، اضافه حقوق) بسیار اهمیت پیدا می کند.
اگر کارکنان احساس کنند که آورده شان بیشتر از دریافتی آنهاست انگیزه خود را از دست می دهند.

### نظریهٔ انتظار
نظریهٔ انتظار (به انگلیسی: Expectancy theory) ویکتور وروم مبتکر این نظریه است. وی معتقد بود که گرایش به عملی خاص یا اقدام لازم در جهتی مشخّص، وابسته به انتظاراتی است که پیامد آن مشخّص و نتیجهٔ آن مورد علاقهٔ کنندهٔ کار است. این نظریه شامل سه متغیّر ۱) اهمیّت ۲) رابطهٔ بین عملکرد و پاداش و ۳) رابطهٔ بین تلاش و عملکرد است.
توجه به نکات زیر میتواند نتایج بهتری را برای اهداف سازمانی شما رقم بزند
- مدیران می توانند نتایج ترجیحی کارمندان را با سطوح عملکرد مورد نظر سازمان مرتبط کنند.
- مدیران باید اطمینان حاصل کنند که، کارکنان می توانند به سطوح عملکرد مورد نظر دست یابند.
- کارکنان شایسته باید برای عملکرد استثنایی خود پاداش بگیرند.
- سیستم پاداش در یک سازمان، باید منصفانه و عادلانه باشد.
- سازمان ها باید مشاغل جالب، پویا و چالش برانگیز طراحی کنند.
- سطح انگیزه کارکنان باید به طور مستمر از طریق تکنیک های مختلف مانند پرسشنامه، مصاحبه شخصی و غیره ارزیابی شوند.